# Martin Jessop Price
Martin Jessop Price (Londra, 27 marzo 1939 – Londra, 29 aprile 1995) è stato un numismatico e antiquario britannico.

## Biografia
Dopo aver studiato alla King's School di Canterbury a al Queens' College di Cambridge, si specializzo negli studi classici e nel 1961 ottenne una borsa di studio per la British School of Archaeology di Atene nell'ambito di scambi di studiosi, promossi dal governo greco. Subito dopo ebbe un dottorato di ricerca da parte del Downing College di Cambridge.
Dal 1966 inizio a lavorare al British Museum, presso il Department of Coins and Medals, occupandosi principalmente della monetazione greca.
Divenuto responsabile del progetto delle Sylloge Nummorum Graecorum, della British Academy, curò personalmente la redazione di quattro volumi.
Nel 1994, nella sua qualità di uno dei più importanti studiosi nella numismatica greca, fu nominato direttore della British School di Atene, ma il precoce decesso gli impedì di portare avanti i programmi.
Nel 1965 si era sposato con Maria Zenaki; la coppia ebbe due figlie e una figlia.
Nel 1998, dopo la sua morte è stata pubblicata una raccolta di studi di numismatica greca, scritti in suo onore.

## Pubblicazioni
- Archaic Greek Silver: the 'Asyut' Hoard, assieme a Nancy Wagoner (1975)
- Coins and Their Cities: Architecture on the Ancient Coins of Greece, Rome and Palestine, con Bluma Trell (1977)
- The Coinage in the Name of Alexander the Great and Philip Arrhidaeus  , in 2 voll., (1991)